# Neopomacentrus aquadulcis
Neopomacentrus aquadulcis és una espècie de peix de la família dels pomacèntrids i de l'ordre dels cipriniformes que es troba a Papua Nova Guinea.